# Washington Square
Washington Square és una pel·lícula estatunidenca dirigida per Agnieszka Holland, estrenada l'any 1997. Ha estat doblada al català.
És la segona adaptació de la novel·la homònima de Henry James, després de l'Hereva dirigida per William Wyler el 1949.

## Argument
La jove Catherine és una jove malaltissament tímida i sotmesa a la voluntat del seu pare.
Aquest últim la té secretament per responsable de la mort de la seva mare en el part. No obstant això, la nena, grasseta i maldestra, intenta de totes totes fer-se estimar pel seu pare. Ja més gran, s'enamora d'un jove home, Morris Townsend, però el seu pare rebutja de donar el seu consentiment pel matrimoni, estimant que aquest només està interessat pels diners de Catherine, cosa que Morris confessarà després.
El pare mor, havent desheretat en part Catherine amb la finalitat de desanimar eventuals pretendents interessats pels seus diners. Anys després, Morris torna a provar sort, però Catherine li diu que ja no està interessada en aquesta història. Passarà la seva vida ocupant-se de joves en dificultats.

## Repartiment
- Jennifer Jason Leigh: Catherine Sloper
- Albert Finney: Austin Sloper
- Maggie Smith: Tia Lavinia Penniman
- Ben Chaplin: Morris Townsend
- Jennifer Garner: Marian Almond

## Crítica
- "Digna adaptació de la novel·la "L'hereva", de Henry James"[3]